# Cuscuta californica
Espèce
Cuscuta californica est une espèce de la famille des Convolvulaceae. C'est une espèce de cuscute connue sous les noms communs de cuscute de chaparral et cuscute de Californie. Il s'agit d'une plante parasite annuelle qui produit des filaments éparpillés sur d'autres espèces. Une plante mature de cette espèce peut satisfaire tous ses besoins en nourriture et en eau à partir de la plante hôte, mais elle tue rarement son hôte. Elle est originaire de l'ouest des États-Unis et de la Basse-Californie au Mexique.

## Répartition et habitat
Cette espèce est présente dans tout l'ouest des États-Unis et dans certaines parties du Mexique. Aux États-Unis, on la trouve en Arizona, Californie, Nevada, Oregon, Utah et l'état de Washington. Au Mexique, on le trouve principalement dans la partie nord-ouest de l'État de Basse-Californie. Elle pousse sur de nombreuses Herbacées et arbustes de divers habitats, y compris des zones désertiques sablonneuses, de broussailles, de prairies, de forêts de Pinus ponderosa, et peut être trouvée dans des zones de mauvaises herbes, partiellement perturbées, comme les bords de route. Comme la plupart des autres dodos, cette espèce est considérée comme une mauvaise herbe nuisible dans de nombreuses régions.

## Description
Cuscuta californica est une plante parasite qui grimpe sur d'autres plantes et se nourrit directement d'elles par l'intermédiaire d'un haustorium. La cuscute ressemble à un tas de paille jaune-orange enroulé autour de sa plante hôte. Les feuilles sont réduites à des écailles à la surface de la tige, car elles ne sont pas nécessaires à la photosynthèse lorsque la cuscute obtient des nutriments de son hôte.

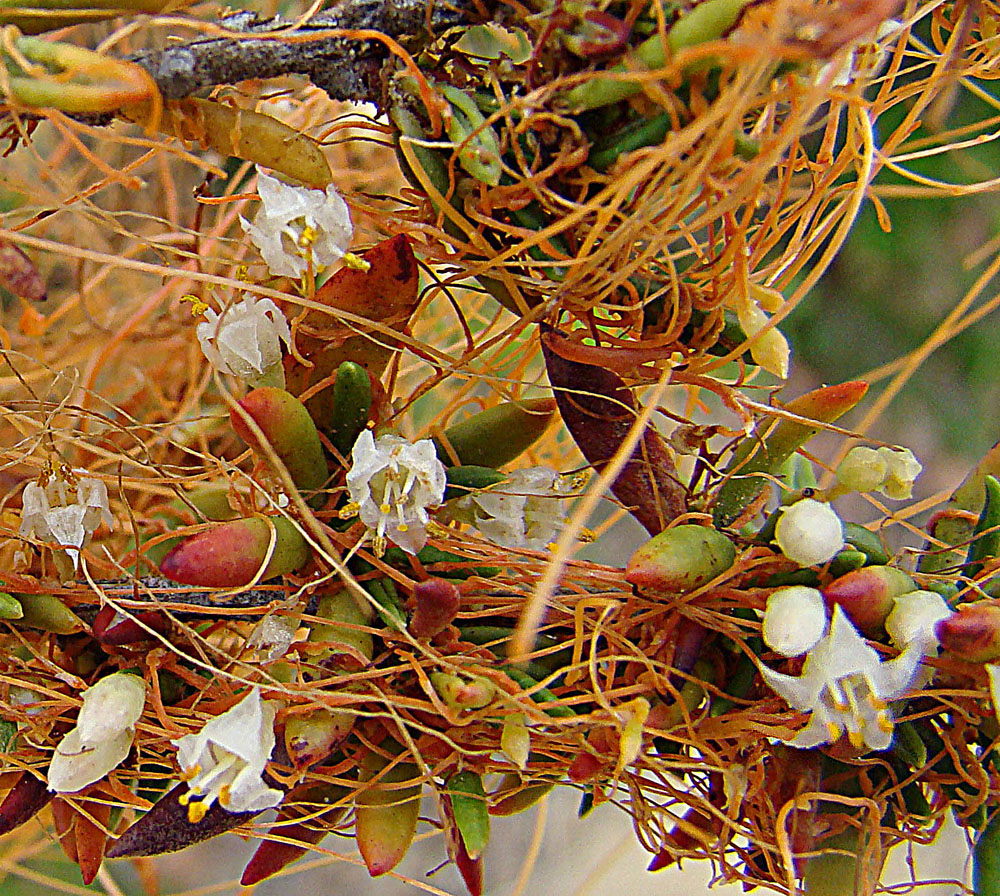
Détail des fleurs.

Elle porte de minuscules fleurs blanches qui ne mesurent que 3 millimètres de large, et des fruits encore plus petits. Les fleurs peuvent être utilisées comme élément de diagnostic pour déterminer l'espèce de cuscute ; sur C. californica, la longueur du calyx est 3⁄4 égale à la longueur de la corolle. Les lobes de la corolle sont également égaux ou plus longs que le tube de la corolle, et les étamines sont longues de 0,6 à 1,1 mm.

## Phénologie
Bien que cette espèce passe la majeure partie de sa vie sans aucun contact avec le sol, elle naît d'une graine normale et enracinée. La graine contient des réserves d'énergie minimales, ce qui signifie que les plantules doivent trouver et parasiter un hôte en quelques jours. Elles y parviennent grâce à des schémas de « recherche de nourriture », les plantules de cuscute étant capables de détecter les composés volatils émis par les plantes hôtes. Les plantules de cuscute sont même capables de « sélectionner » les plantes hôtes en fonction des composés qu'elles émettent. Après s'être attachée à l'hôte, la racine souterraine meurt et la plante devient complètement dépendante de l'hôte pour sa nutrition. Cette espèce fleurit de mars à septembre.

## Taxonomie
Il existe trois variétés reconnues de cette espèce :
- Cuscuta california var. apiculata - Cette variété a un ovaire et un fruit de forme ovoïde à conique, avec un bout pointu, et une graine.
- Cuscuta californica var. californica - Cette variété a un ovaire et un fruit de forme sphérique à sphérique-déprimée, avec 2 à 4 graines, et n'a pas de périanthe papillaire ni de pédicelles.
- Cuscuta california var. papillosa - Cette variété a un ovaire et un fruit de forme sphérique à sphérique-déprimée, avec 2 à 4 graines, et a un périanthe et un pédicelles densément papillaires.

## Systématique
Le nom correct complet (avec auteur) de ce taxon est Cuscuta californica Choisy.
Ce taxon porte en français le nom vernaculaire ou normalisé suivant : cuscute de Californie.
Cuscuta californica a pour synonymes :
- Cuscuta acuminata Nutt.
- Cuscuta acuminata Nutt. ex Engelm.
- Cuscuta californica var. californica
- Cuscuta californica var. graciliflora Engelm.
- Cuscuta californica var. longiloba Engelm.
- Cuscuta californica Hook. & Arn.
- Grammica californica (Choisy) Hadac & Chrtek